# Умершие в феврале 2024 года
Это список известных людей, соответствующих установленным критериям значимости (см. Википедия:Критерии значимости персоналий), умерших в феврале 2024 года.
Причина смерти указывается лишь в исключительных случаях (убийство, самоубийство, гибель в результате военных действий, смертная казнь, ДТП или несчастные случаи). В остальных случаях — не указывается.

## 29 февраля
- Анибраева, Мария Васильевна (90) — швея-мотористка Витебской швейной фабрики «Знамя индустриализации», Герой Социалистического Труда (1977)[1].
- Бабудоржиев, Дулзэн Дондокович (82) — советский и российский спортсмен и тренер по боксу[2].
- Бордуэлл, Дэвид (76) — американский теоретик и историк кино[3].
- Капатов, Игорь Альбертович (70) — советский и российский актёр-кукольник, художник-постановщик и режиссёр, народный артист Республики Башкортостан (1993)[4]
- Малруни, Брайан (84) — канадский политик и адвокат, премьер-министр (1984—1993)[5].
- Мвиньи, Али Хасан (98) — танзанийский политический и государственный деятель, президент (1985—1995)[6].
- Норматов, Рузимбой (72) — советский, узбекский певец, бахши. Народный бахши Узбекистана (2001).
- Скальский, Валентин Романович (69) — украинский материаловед, член-корреспондент НАНУ (2015)[7].
- Тавиани, Паоло (92) — итальянский кинорежиссёр, лауреат «Золотой пальмовой ветви» (1977)[8].
- Уайт, Линда (63—65) — австралийский политик, сенатор (с 2022) (о смерти объявлено в этот день)[9].
- Хениг, Рут, баронесса Хениг (80) — британский историк и политик, член Палаты лордов (с 2004)[10].
- Шиврам К.[англ.] (70) — индийский актёр и политик[11].

## 28 февраля
- Абаджян, Гаррий Артушевич (84) — советский и украинский музыкант-фаготист, народный артист Украины (2010)[12].
- Винарский, Валерий Абрамович (85) — украинский поэт-песенник, бард и писатель[13].
- Вирджил (72) — американский рестлер[14].
- Данилюк, Владимир Александрович (76) — советский футболист[15].
- Дженис, Кэт (31) — американская певица[16].
- Инджич, Юджин (76) — американский пианист[17].
- Карташов, Сергей Александрович (72) — российский экономический деятель[18].
- Козлов, Сергей Леонидович (65) — российский филолог, историк культуры[19].
- Логотетис, Илиас[греч.] (84) — греческий актёр[20].
- Михайлов, Геннадий Георгиевич (86) — советский и российский металлург, заслуженный деятель науки Российской Федерации (1996)[21].
- Мольтени, Луис[итал.] (73) — итальянский актёр[22].
- Мюллер, Ахим (86) — немецкий химик[23].
- Осуджи, Фабиан[англ.] (82) — нигерийский политик, министр образования (2003—2005)[24].
- Рыжков, Николай Иванович (94) — советский и российский партийный и государственный деятель, председатель Совета министров СССР (1985—1991), член Политбюро ЦК КПСС (1985—1990), депутат Государственной думы (1995—2003), член Совета Федерации (2003—2020), сенатор РФ (2020—2023), Герой Труда Российской Федерации (2019), Национальный герой Армении (2008)[25].
- Сенгерс, Джоанна Левель (94) — нидерландский физик[26].
- Цамутали, Алексей Николаевич (93) — советский и российский историк, историограф, заслуженный деятель науки Российской Федерации (1999)[27].
- Шохат, Авраам (87) — израильский политик, министр финансов (1992—1996, 1999—2001)[28].
- Щукин, Николай Васильевич (70) — советский и российский коллекционер, галерист[29].

## 27 февраля
- Абанькин, Витольд Андреевич (77) — российский диссидент и правозащитник[30].
- Барк, Шафикур Рахман[англ.] (93) — индийский политик, депутат Лок сабхи (1996—1999, 2004—2014, с 2019)[31].
- Де Мел, Ронни[сингальск.] (98) — шри-ланкийский политический деятель, министр финансов (1977—1988), депутат парламента (1970—1989; 1994—2004)[32].
- Льюис, Ричард (76) — американский комик и актёр[33].
- Пеев, Славчо[болг.] (84) — болгарский актёр[34].
- Периссе, Камила[исп.] (70) — аргентинская актриса и танцовщица[35].
- Суассон, Жан-Пьер (89) — французский политик, министр сельского хозяйства (1992—1993), депутат (1968—2012), мэр Осера (1971—1998)[36].
- Трули, Ричард Харрисон (86) — американский лётчик-испытатель и астронавт[37].

## 26 февраля
- Ачарья, Бхактарадж[непальск.] (81) — непальский певец и композитор[38].
- Вильяфания, Сантьяго[англ.] (53) — филиппинский поэт[39].
- Вольф-Рефельдт, Рут (92) — немецкая художница[40].
- Грейсер, Павел Павлович (82) — советский, украинский и российский живописец, народный художник Украины (2006)[41].
- Д’Альтруи, Джузеппе (89) — итальянский ватерполист, олимпийский чемпион (1960)[42].
- Ларбес, Салах (71) — алжирский футболист, игрок национальной сборной[43].
- Поллеш, Рене[нем.] (61) — немецкий прозаик и драматург[44].
- Ротшильд, Джейкоб, 4-й барон Ротшильд (87) — британский банкир, барон Ротшильд (с 1990), член Палаты лордов (1991—1999)[45].
- Саваджи, Толга[тур.] (60) — турецкий актёр[46].
- Теп Вонг[англ.] (92) — камбоджийский монах, верховный буддистский патриарх (с 2006)[47].
- Теппо, Яакко[фин.] (71) — финский певец и автор песен[48].
- Юст, Габриэль (87) — немецкая шахматистка[49].

## 25 февраля
- Антоний (Данилов) (60) — архимандрит Русской православной церкви[50].
- Грилло, Габриела (71) — германская спортсменка-конница, чемпионка летних Олимпийских игр (1976), чемпионка мира (1978, 1982)[51].
- Диркоп, Чарльз (87) — американский актёр[52].
- Копс, Бернард (97) — британский поэт и драматург[53].
- Кормак, Патрик (84) — британский политик, член Парламента (1970—2010), член Палаты лордов (с 2010)[54].
- Леопольд, Эстелла (97) — американский ботаник и природозащитница, палеоэколог, палинолог[55].
- Митрофанов, Алексей Геннадиевич (56) — российский писатель, публицист, краевед, телеведущий[56].
- Новгородова, Екатерина Иннокентьевна (94) — советский и российский передовик сельского хозяйства, Герой Социалистического Труда (1973)[57].
- Романов, Эрнст Иванович (87) — советский и российский актёр, народный артист Российской Федерации (1994)[58].
- Цзун Цинхоу (78) — китайский бизнесмен, основатель и генеральный директор Wahaha Group, депутат Всекитайского собрания народных представителей (2002—2018)[59].
- Bigidagoe[нидерл.] (26) — нидерландский рэпер; убит[60].

## 24 февраля
- Абети, Паскуалино (75) — итальянский спринтер, участник летних Олимпийских игр (1972)[61].
- Арндт, Йирка[нем.] (50) — немецкий стайер, участник летних Олимпийских игр (2000)[62].
- Бакальяо, Хуана[исп.] (98) — кубинская певица и танцовщица[63].
- Битон, Чарли-Шалом (76) — израильский политик, один из основателей и лидеров протестного движения «Чёрные пантеры» и депутат кнессета (1977—1992)[64].
- Боулс, Стэн (75) — английский футболист, игрок национальной сборной[65].
- Гуляев, Владимир Дмитриевич (92) — советский и российский театральный режиссёр, народный артист РСФСР (1985)[66].
- Евтушенко, Николай Юрьевич (80) — советский и украинский гидробиолог, член-корреспондент НАНУ (1992)[67].
- Ким Сан Вон[кор.] (90) — южнокорейский юрист, судья Верховного Суда (1988—1994)[68].
- Ле Февр, Ульрик[дат.] (77) — датский футболист, игрок национальной сборной[69].
- Мансикка, Мартти (90) — финский гимнаст, призёр Олимпийских игр (1956)[70].
- Миллер, Джон (93) — британский архитектор[71].
- Митчелл, Кеннет (49) — канадский актёр[72].
- Николл, Крис (77) — североирландский футболист и футбольный тренер, игрок национальной сборной, участник ЧМ-1982[73].
- Нуждин, Владимир Николаевич (83) — советский и российский деятель системы образования, ректор ИГЭУ (1986—2006), заслуженный деятель науки Российской Федерации (1996)[74].
- Робертсон, Стюарт[англ.] (75) — шотландский дирижёр (о смерти объявлено в этот день)[75].
- Сошников, Валентин Дмитриевич (79) — советский и российский телевизионный и театральный режиссёр, тележурналист, профессор, заслуженный работник культуры Российской Федерации (2012)[76].
- Стэблфорд, Брайан (75) — английский писатель-фантаст[77].
- Тейм, Хенк (85) — нидерландский футболист («Аякс»)[78].
- Фрейдон, Рамона (97) — американская художница комиксов[79].
- Ханаппел, Йоан (83) — нидерландская фигуристка и телеведущая (о смерти объявлено в этот день)[80].
- Ханнанов, Василь Миргазиянович (67) — советский и российский живописец, каллиграф, заслуженный художник России (2017)[81].
- Эббс, Энн[англ.] (83 или 84) — ирландский паралимпийский игрок в настольный теннис, трёхкратный призёр Паралимпийских игр (1972, 1980 и 1984)[82].

## 23 февраля
- Готье, Крис (48) — канадский актёр[83].
- Джоши, Манохар (86) — индийский политический деятель, спикер Лок сабхи (2002—2004), министр тяжёлой промышленности (1999—2002)[84].
- Камбер, Ирене (98) — итальянская фехтовальщица, олимпийская чемпионка (1952)[85].
- Кэмпбелл, Ронни (80) — британский политический деятель, депутат Парламента (1987—2019)[86].
- Лебедев, Вячеслав Михайлович (80) — советский и российский юрист и судья, председатель Верховного суда РСФСР / РФ (с 1989), заслуженный юрист Российской Федерации (1993), полный кавалер ордена «За заслуги перед Отечеством», кавалер ордена Святого апостола Андрея Первозванного (2023)[87].
- Логери, Джеки (93) — американская актриса, первая Мисс Нью-Йорк и победительница первого конкурса красоты «Мисс США 1952»[88].
- Маслов, Алексей Фёдорович (86) — советский и российский педагог, народный учитель СССР (1991)[89].
- Монтана, Клод (76) — французский модельер (о смерти объявлено в этот день)[90].
- Моос, Петр (78) — чешский инженер и политик, министр транспорта (1998)[91].
- Орган, Стюарт (72) — британский актёр[92].
- Поймалов, Павел Алексеевич (57) — советский и российский актёр театра и кино, заслуженный деятель искусств Российской Федерации[93].
- Рейнфорд, Тина[нем.] (77) — немецкая эстрадная певица (о смерти объявлено в этот день)[94].
- Родригеш, Руи[порт.] (80) — португальский футболист и футбольный тренер, игрок национальной сборной[95].
- Самасеку, Адама[англ.] (78) — малийский политик, министр образования (1993—2000)[96].
- Тальбо, Жан-Ги (91) — канадский хоккеист и хоккейный тренер[97].
- Устюжанин, Анатолий Петрович (87) — советский и российский государственный и партийный деятель, первый заместитель председателя Госагропрома РСФСР (1990—1991)[98].
- Фиттипальди, Вилсон (80) — бразильский автогонщик[99].
- Хлебович, Владислав Вильгельмович (91) — советский и российский биолог, лауреат премии имени Е. Н. Павловского (2008)[100].
- Чуденков, Николай Петрович (89) — советский и российский передовик производства, Герой Социалистического Труда (1977)[101].
- Юркатамм, Калью (82) — советский эстонский легкоатлет, специалист по барьерному бегу и бегу на короткие дистанции[102].

## 22 февраля
- Алфимова, Людмила Ивановна (88) — советская и украинская актриса, заслуженная артистка Украины (2003)[103].
- Артур Жорже (78) — португальский футболист и футбольный тренер, игрок национальной сборной[104].
- Брэдшо, Пол (67) — английский футболист[105].
- Глазунов, Евгений Владимирович (36) — российский альпинист; несчастный случай (тело найдено в этот день)[106].
- Ди Лорейру, Угу Мая[порт.] (79) — португальский эстрадный певец[107].
- Котгассер, Алоиз (86) — австрийский католический прелат, епископ Инсбрука (1997―2002), архиепископ Зальцбурга (2002—2013)[108].
- Каневский, Владимир Аминадавович (85) — советский и российский график и живописец, почётный член РАХ (2019), сын А. М. Каневского[109].
- Лобко, Николай Николаевич (75) — советский и белорусский партийный и политический деятель, председатель горисполкома Барановичей (1988—1995), депутат Верховного Совета БССР/Белоруссии (1990—1995)[110].
- Лоу, Джон (81) — британский пианист[111].
- Мелтон, Кент[англ.] (68) — американский аниматор[112].
- Песонен, Пентти (85) — финский лыжник, серебряный призёр чемпионата мира (1962)[113].
- Сирадзе, Виктория Моисеевна (94) — советский и грузинский партийный и государственный деятель, секретарь ЦК КП Грузинской ССР (1961—1962, 1973—1978), заместитель председателя — секретарь Президиума Верховного Совета Грузинской ССР (1978—1986), заместитель председателя Совета Министров Грузинской ССР, народный депутат СССР (1962—1966, 1989—1991)[114].
- Чеккарелли, Эди (116) — американская супердолгожительница[115].

## 21 февраля
- Альберти, Джерони (96) — испанский политик, сенатор (1977—1982)[116].
- Вентури, Мария[итал.] (90) — итальянская журналистка и писательница[117].
- Гиймен, Роже (100) — американский эндокринолог, член НАН США (1974), лауреат Нобелевской премии по физиологии или медицине (1977)[118].
- Коллинз, Эфесо[англ.] (49) — новозеландский политик, депутат Парламента (с 2023)[119].
- Крамер, Джордж (94) — американский шахматист, индивидуальный медалист Шахматной олимпиады (1950)[120].
- Морозов, Андрей Сергеевич (44) — российский военный и политический деятель, публицист, военный эксперт[121].
- Наджи, Назир[англ.] (81) — пакистанский журналист[122].
- Пасторе, Алфонсу Селсу[порт.] (84) — бразильский банкир, глава Центрального банка (1983—1985)[123].
- Прель, Мишлин (101) — французская актриса и певица[124].
- Салем, Памела[англ.] (80) — американская и британская актриса[125].
- Сулейманлы, Мевлуд[англ.]* (80) — азербайджанский писатель, народный писатель Азербайджана (2006)[126].
- Фултон, Роберт Дэвид (94) — американский государственный деятель, губернатор Айовы (1969)[127].
- Хмара, Степан Ильич (86) — советский диссидент и украинский политический деятель, Герой Украины (2006)[128].
- Цвен, Магдалена[пол.] (69) — польская актриса[129].

## 20 февраля
- Бабий-Очеретовская, Неонила Леонидовна (77) — советский и украинский музыковед, доктор искусствоведения, профессор Харьковского университета искусств[130].
- Бреме, Андреас (63) — немецкий футболист, чемпион мира (1990)[131].
- Дыба, Василе (69) — румынский гребец на байдарке, олимпийский чемпион (1976), пятикратный чемпион мира[132].
- Кадльсберг, Анфинн (76) — фарерский государственный деятель, премьер-министр (1998—2004)[133].
- Керимов, Керим Селимович (81) — советский и российский архитектор, заслуженный архитектор Российской Федерации (2004), член-корреспондент РААСН[134].
- Колесов, Василий Петрович (84) — российский экономист, заслуженный профессор МГУ (2002)[135].
- Макеранец, Владимир Ильич (76) — советский и российский кинорежиссёр, заслуженный деятель искусств Российской Федерации (2003)[136].
- Мамдух ибн Сауд Аль Сауд (79) — саудовский принц, футболист («Ан-Наср») и спортивный функционер[137].
- Маннан, Ринат (78) — советский и российский татарский писатель, поэт[138].
- Марусич, Александра Евгеньевна (71) — советская и киргизская актриса, народная артистка Кыргызстана (2021)[139].
- Миллер, Стив (73) — американский писатель-фантаст[140].
- Самсонов, Владимир Анатольевич (87) — советский и российский режиссёр мультипликационных фильмов[141].
- Сингх, Ритурадж[англ.] (59) — индийский актёр[142].
- Суини, Чарльз[англ.] (38) — малавийский футболист[143].
- Томова, Райна[болг.] (83) — болгарская сценаристка и драматург[144].
- Часкель, Педро (91) — чилийский кинорежиссёр-документалист[145].
- Чжу Цихэ[кит.] (99) — китайский физикохимик, член Китайской академии наук (1995)[146].
- Ямамото, Ёко[яп.] (81) — японская актриса[147].

## 19 февраля
- Абдурахманов, Адик Аскарович (62) — советский и российский дирижёр и флейтист, основатель и художественный руководитель Челябинского симфонического оркестра, заслуженный артист Российской Федерации (1999)[148].
- Абель, Йозеф[словац.] (82) — словацкий оперный певец (тенор)[149].
- Ассман, Ян (85) — немецкий египтолог[150].
- Бертен, Ролан[фр.] (93) — французский актёр[151].
- Гарсия-Пенья, Родриго Педро[исп.] (65) — колумбийский политик, министр иностранных дел (1994—1996)[152].
- Гершкович, Леопольд Абрамович (88) — советский и российский дирижёр, заслуженный артист РСФСР (1987)[153].
- Драгоевич, Даниэль[хорв.] (90) — хорватский поэт[154].
- Науман, Хорст[нем.] (98) — немецкий актёр[155].
- Пэкстон, Стив (85) — американский танцовщик и хореограф, создатель контактной импровизации[156].
- Селезнёв, Лев Николаевич (86) — советский и российский спортивный функционер, основатель и глава Всероссийской федерации спорта для лиц с нарушениями опорно-двигательного аппарата (с 2006)[157].
- Ира фон Фюрстенберг (83) — итальянская и немецкая светская львица, актриса[158].
- Хэллиган, Марион[англ.] (83) — австралийская писательница-новеллистка[159].
- Шарипова, Лейла Раджабовна (94) — таджикская и азербайджанская певица, народная артистка Таджикской ССР (1965), народная артистка Азербайджанской ССР (1977)[160].
- Шаров, Михаил Васильевич (76) — советский и российский журналист, главный редактор газеты «Сельская жизнь», заведующий сектором печати идеологического отдела ЦК КПСС (1988—1990)[161].
- Юрченко, Валерий Иванович (80) — советский и украинский актёр, народный артист Украины (2004)[162].

## 18 февраля
- Ачарья Видьясагар (77) — индийский религиозный деятель и философ; самоубийство[163].
- Бастесен, Стейнар (78) — норвежский политик, депутат Стортинга (1997—2005)[164].
- Бернар, Жак[фр.] (94) — французский актёр[165].
- Воробьёв, Константин Иванович (53) — белорусский сценарист и продюсер[166].
- Ганиос, Тони (64) — американский актёр[167].
- Грюнштейн, Майкл (77) — американский биохимик, член НАН США (2008)[168].
- Михалик, Казимеж (91) — польский виолончелист[169].
- Обуа, Бернар[фр.] (84) — французский звукорежиссёр, лауреат премии «Сезар» (1990)[170].
- Слюсарчук, Василий Ефимович (77) — украинский математик, член-корреспондент НАН Украины (2015)[171].
- Холов, Давлатманд (73) — советский и таджикский певец и композитор, народный артист Таджикской ССР (1988), народный артист Узбекистана (2018)[172].
- Шуфани, Эмиль[ивр.] (76) — израильский богослов и общественный деятель, архимандрит Мелькитской греко-католической церкви[173].

## 17 февраля
- Бунге, Мэри Бартлетт (92) — американский нейробиолог[174].
- Бхоумик, Анжана[англ.] (79) — индийская актриса[175].
- Галтунг, Йохан (93) — норвежский социолог[176].
- Мощенков, Владимир Николаевич (83) — советский передовик производства и политический деятель, Герой Социалистического Труда (1981), депутат Верховного Совета РСФСР (1985—1989)[177].
- Перера, Гамини Джаявикрама (83) — шри-ланкийский политический деятель, депутат Парламента (с 1994), министр культуры и религий (2017—2022)[178].
- Тедиашвили, Леван Китоевич (75) — советский борец вольного стиля и самбист, двукратный олимпийский чемпион (1972, 1976)[179].
- Урспрунг, Генрих[нем.] (91) — швейцарский биолог[180].
- Фердаг, Севда[тур.] (81) — турецкая актриса и певица[181].

## 16 февраля
- Али, Идрис[англ.] (73) — индийский политик, депутат Лок сабхи (2014—2019)[182].
- Бисария, Радж[англ.] (88) — индийский актёр, режиссёр и продюсер[183].
- Брокс, Оттар[англ.] (91) — норвежский политик, депутат Стортинга (1972—1984)[184].
- Бруссо, Ги (91) — французский педагог-математик[185].
- Гжибовский, Мацей[пол.] (81) — польский актёр и режиссёр[186].
- Крибье, Ален (79) — французский кардиолог[187].
- Ламр, Алеш (80) — чешский художник[188].
- Макаров, Василий Иванович (97) — советский военачальник, генерал-лейтенант авиации[189].
- Макмиллан, Иэн (92) — шотландский футболист, игрок национальной сборной[190].
- Навальный, Алексей Анатольевич (47) — российский политический и общественный деятель, один из лидеров российской оппозиции, политзаключённый[191].
- Сёренсен, Ян (68) — датский футболист и футбольный тренер, игрок национальной сборной[192].
- Сыроватко, Виталий Григорьевич (83) — советский государственный и политический деятель, председатель Брянского облисполкома (1989—1990), народный депутат РСФСР/России (1990—1993)[193].
- Торо, Хорхе (85) — чилийский футболист, бронзовый призёр чемпионата мира (1962)[194].

## 15 февраля
- Барре, Жерар (92) — французский актёр[195].
- Зубина, Евгения Павловна (96) — советская и российская актриса, народная артистка Республики Северная Осетия[196].
- Камышев, Иосиф Петрович (74) — российский театральный актёр, народный артист Российской Федерации (2004)[197].
- Картер, Кэгни Линн (36) — американская порноактриса; самоубийство (о смерти объявлено в этот день)[198].
- Марков, Дмитрий Александрович (41) — российский фотограф; передозировка[199].
- Николаевский, Павел Дмитриевич (75) — советский и российский государственный и политический деятель, председатель Новороссийского горисполкома (1990—1992)[200].
- Павликс, Ференц (96) — американский инженер, разработчик лунного автомобиля (о смерти объявлено в этот день)[201].
- Пинту, Жозе[порт.] (95) — португальский актёр[202].
- Роно, Хенри (72) — кенийский бегун на длинные дистанции[203].
- Чаудхари, Кавита[англ.] (67) — индийская актриса, телережиссёр и продюсер[204].

## 14 февраля
- Вайдер, Вольфганг[нем.] (91) — немецкий католический прелат, вспомогательный епископ архиепархии Берлина (1982—2009)[205].
- Вершик, Анатолий Моисеевич (90) — советский и российский математик[206].
- Галлет, Дональд[англ.] (73) — американский бейсболист и спортивный тренер[207].
- Дендерыс, Людвик[англ.] (79) — польский боксёр, бронзовый призёр чемпионата Европы (1969, 1971)[208].
- Другов, Игорь Васильевич (75) — советский и российский композитор, заслуженный работник культуры РСФСР (1991)[209].
- Корен, Дани[ивр.] (79) — израильский общественный и политический деятель, депутат Кнессета (2006)[210].
- Льядо, Хосе (89) — испанский бизнесмен и политик, министр торговли (1976—1977), министр транспорта и коммуникаций (1977—1978), посол в США (1978—1982)[211].
- Магомеджанов, Магомедали Камильевич (57) — российский военнослужащий, участник российского вторжения на Украину, Герой Российской Федерации (2024, посмертно)[212].
- Монтенегро, Саша[исп.] (78) — мексиканская актриса, лауреат премии TVyNovelas за лучшую женскую отрицательную роль (2003)[213].
- Онаеми, Фолаке[англ.] (59) — нигерийский филолог-классицист[214].
- Перес Мариньо, Вентура (75) — испанский юрист и политик, член Конгресса депутатов (1993—1995), мэр Виго (2003)[215].
- Руссо, Жак[фр.] (72) — французский спортсмен (прыжки в длину); чемпион Европы (1975, 1976, 1978)[216].
- Чавес Коллинс, Диего (28) — мексиканский футболист; ДТП[217].

## 13 февраля
- Востротин, Валерий Александрович (71) — советский и российский военный и политический деятель, депутат Государственной думы Российской Федерации IV созыва (2003—2007), председатель Союза десантников России (с 2011), Герой Советского Союза (1988)[218].
- Душенов, Константин Юрьевич (64) — российский общественный деятель и публицист[219].
- Каратаев, Николай Дмитриевич (92) — советский и российский тренер по лёгкой атлетике, заслуженный тренер РСФСР[220].
- Кочетков, Лев Алексеевич (93) — советский и российский физик, заслуженный энергетик Российской Федерации (1994)[221].
- Ламас, Педро (82) — уругвайский шахматист[222].
- Мун, Мик[англ.] (86) — британский художник[223].
- Пандо, Габриела[исп.] (53) — аргентинская хоккеистка на траве, игрок национальной сборной, участница летних Олимпийских игр (1996)[224].
- Пропищан, София Наумовна (73) — советская, молдавская и российская скрипачка, заслуженная артистка Российской Федерации (1993)[225].
- Райттинен, Юсси[фин.] (80) — финский поп-певец и автор песен[226].
- Родыгин, Иван Петрович (88) — советский и российский тренер по биатлону, заслуженный тренер РСФСР (1972)[227].
- Сафиуллин, Рашит Талгатович (74) — советский и российский художник, график, плакатист и декоратор[228].
- Стейли-Хоуд, Дженни (89) — австралийская теннисистка[229].
- Томассен, Рейдар (87) — норвежский писатель[230].
- Фон Кочиан, Йоханна (90) — немецкая певица и актриса[231].
- Чайлахян, Рубен Карпович (86) — советский и российский микробиолог, иностранный член НАН Армении (2008)[232].

## 12 февраля
- Боровский, Александр Васильевич (73) — советский и белорусский организатор производства, генеральный директор завода МАЗ (2009—2012), Полимир (2001—2006)[233].
- Григорьев, Валентин Михайлович (103) — советский и российский геолог, профессор МГРИ[234].
- Деак, Тамаш (95) — венгерский композитор и дирижёр[235].
- Жаилганова, Анар Нуралиевна (54) — казахстанский государственный деятель, председатель Агентства Республики Казахстан по делам государственной службы (2019—2022), судья Верховного суда (2004—2008), член Конституционного совета (2008—2016), депутат Мажилиса парламента (2016—2019)[236].
- Интини, Уго (82) — итальянский политический деятель, депутат Парламента (1983—1994)[237].
- Кадль Сигюрбьёдссон (77) — исландский лютеранский прелат, епископ Исландии (1998—2012)[238].
- Колыбабинский, Владимир Николаевич (60) — российский военный, участник первой чеченской войны, Герой Российской Федерации (1995)[239].
- Кулаковс, Юрис[латыш.] (65) — латвийский музыкант, основатель группы Pērkons[240].
- Лукович, Петар[серб.] (73) — сербский журналист, редактор газеты и рок-критик[241].
- Мерсер, Сэм (69) — американский продюсер[242].
- Морович, Зденко[исп.] (57) — венесуэльский футболист[243].
- Рязанов, Владимир Васильевич (73) — советский и российский математик, профессор МФТИ (2008)[244].
- Селезнёв, Александр Иванович (60) — советский и российский легкоатлет и тренер, специализировавшийся в метании молота[245].
- Хазан, Роберт (87) — американский историк-медиевист, специалист по иудаике[246].
- Янсен, Рудольф[нидерл.] (84) — голландский пианист[247].

## 11 февраля
- Бард, Аллен (90) — американский электрохимик[248].
- Бурлас, Ладислав (96) — чехословацкий и словацкий музыковед, композитор и педагог[249].
- Гранцева, Наталья Анатольевна (72) — российская поэтесса, главный редактор журнала «Нева» (с 2007 года)[250].
- Дорваль, Ален (77) — французский актёр[251].
- Еськова, Наталья Александровна (94) — российский лингвист[252].
- Каракоюнлы, Йылмаз[тур.] (87) — турецкий писатель и политический деятель, депутат парламента (1996—2002), государственный министр (2001—2002)[253].
- Киптум, Келвин (24) — кенийский бегун на длинные дистанции, действующий рекордсмен мира в марафоне; ДТП[254].
- Лавин, Борис Тэвельевич (82) — советский и российский цирковой артист-акробат, заслуженный артист РСФСР (1980)[255].
- Молева, Нина Михайловна (98) — советская и российская писательница и историк[256].
- Нези, Нерио[итал.] (98) — итальянский политический деятель, депутат Палаты депутатов (1996—2006) и министр общественных работ (2000—2001)[257].
- Орос, Иштван (88) — венгерский политик и историк, депутат Государственного собрания (1994—1998), действительный член АН Венгрии (2013)[258].
- Стендиг, Чарльз[англ.] (99) — американский бизнесмен и филантроп[259].
- Фёдоров, Геннадий Михайлович (74) — советский и российский учёный в сфере экономической, социальной и политической географии, ректор Калининградского государственного университета (1994—1998)[260].
- Фюрузан (91) — турецкая писательница[261].

## 10 февраля
- Брус, Гюнтер (85) — австрийский художник-акционист[262].
- Вигве, Герберт[англ.] (57) — нигерийский банкир, глава Assess Bank; авиакатастрофа[263].
- Галимов, Баязит Сабирьянович (81) — советский и российский философ, профессор БашГУ[264] (ныне Уфимский университет науки и технологий).
- Глиго, Никша[хорв.] (77) — хорватский музыковед, академик HAZU (2006)[265].
- Динштейн, Йорам (88) — израильский учёный, профессор, специалист по международному праву[266].
- Ларин, Юрий Яковлевич (84) — советский и российский тубист, заслуженный артист Российской Федерации (1995)[267].
- Ловасса, Эдвард (70) — танзанийский политик, премьер-министр (2005—2008) и депутат Парламента (1995—2015)[268].
- Мусинов, Аскар Ахметович (62) — казахстанский дипломат, генеральный директор Исламской организации по продовольственной безопасности (с 2024), чрезвычайный и полномочный посол Казахстана[269].
- Соломонов, Никита Гаврилович (94) — советский и российский биолог, директор Института биологии СО АН СССР / РАН (1986—1997), член-корреспондент РАН (1991; член-корреспондент АН СССР с 1990)[270].

## 9 февраля
- Арлахов, Олег Владимирович (75) — советский и российский актёр, заслуженный артист РСФСР (1990)[271].
- Бадентер, Робер (95) — французский политик и юрист, министр юстиции (1981—1986), председатель Конституционного совета (1986—1995), сенатор (1995—2011)[272].
- Горшков, Александр Иванович (100) — советский и российский лингвист-русист[273].
- Жуков, Михаил Александрович (56) — российский менеджер, генеральный директор (2008—2023) и президент HeadHunter[274].
- Лорд Фуситу’а[англ.] — тонганский политический деятель, депутат Парламента (2014—2021)[275].
- Сергеев, Иван Иванович (82) — советский и российский дипломат, заместитель министра иностранных дел России (1997—2001), чрезвычайный и полномочный посол Российской Федерации (1998)[276].
- Судзуки, Дамо (74) — японский певец и музыкант, вокалист немецкой группы Can[277].
- Флорес, Рената (74) — мексиканская актриса[278].
- Черногорский, Мартин (100) — чешский физик[279].
- Чоудхури, Абдул Момин[англ.] (84) — бангладешский историк, президент Азиатского общества Бангладеш[англ.] (2000—2003)[280].

## 8 февраля
- Биверт, Вирджиния[англ.] (102) — американский лингвист[281].
- Борзов, Юрий Иванович (70) — российский музыкант, один из основателей группы «Машина времени»[282].
- Грязев, Михаил Васильевич (62) — российский деятель образования, ректор Тульского университета (2006—2021)[283].
- Джавчлиани, Иосиф (65) — грузинский актёр, кинорежиссёр и политик, депутат Парламента (2012—2016)[284].
- Крэмп, Дэрил[англ.] (76) — канадский политический деятель, депутат Парламента (2004—2015)[285].
- Мохд Азрааи Хор Абдулла (71) — малайзийский футболист, игрок национальной сборной[286].
- Сингх, Гурдев (90) — индийский хоккеист, олимпийский чемпион (1956)[287].
- Смирнов, Владимир Павлович (82) — советский и российский литературовед[288].
- Столярчук, Анатолий Аркадьевич (74) — российский архитектор, заслуженный архитектор Российской Федерации[289].
- Фишер, Шарлотта Фроезе (94) — американский и канадский прикладной математик[290][291].
- Хёдике, Карл Хорст[нем.] (85) — немецкий художник[292].

## 7 февраля
- Адотеви, Станислас Сперо[фр.] (90) — бенинский философ и политический деятель, министр культуры Дагомеи (1965—1968)[293].
- Азарашвили, Важа Шалвович (87) — грузинский композитор и педагог, народный артист Грузинской ССР (1988)[294].
- Акамацу, Рёко[яп.] (94) — японская политическая деятельница, министр образования, науки и культуры (1993—1994)[295].
- Арьенти, Луиджи[итал.] (87) — итальянский велогонщик, олимпийский чемпион в командной гонке преследования (1960)[296].
- Ахмед, Мустафа[англ.] (63) — ганский политический деятель, депутат Парламента (2001—2013) и министр спорта (2015)[297].
- Гроссер, Альфред (99) — немецко-французский журналист, социолог и политолог[298].
- Евдокимов, Валерий Андреевич (85) — советский и российский скульптор, народный художник Российской Федерации (2003), академик РАХ (2007)[299].
- Николаев, Александр Юрьевич (50) — гвардии капитан ВС РФ, заместитель командира отряда 45-й отдельной гвардейской бригады специального назначения воздушно-десантных войск, Герой Российской Федерации[300].
- Рубель, Ахмед[бенг.] (55) — бангладешский актёр[301].
- Рыков, Владислав Николаевич (30) — украинский лётчик, полковник, участник российско-украинской войны, Герой Украины (2024, посмертно)[302].
- Фамбро, Генри[англ.] (85) — американский певец (The Spinners)[303].
- Фихтенгольц, Лидия Израилевна (100) — советская и российская пианистка, сестра М. И. Фихтенгольца[304].

## 6 февраля
- Айвазян, Грант Гнунович[арм.] (54) — армянский политик, депутат Парламента (2019—2021); ДТП[305].
- Аннакулиев, Энвер (68) — советский и туркменский актёр[306].
- Ахундова, Рафига Гаджи кызы (92) — советская и азербайджанская балерина, народная артистка Азербайджанской ССР (1970)[307].
- Братон, Джон (76) — ирландский политик, премьер-министр (1994—1997)[308].
- Гиносян, Гагик Мартиросович (57) — постановщик национальных армянских танцев, руководитель танцевально-песенного ансамбля «Карин»[309].
- Гонсалес Суарес, Мигель Анхель (76) — испанский футболист, игрок национальной сборной[310].
- Гончаренко, Иван Иванович (32) — украинский военнослужащий, Герой Украины (2024, посмертно)[311].
- Карлсен Сандум, Томми[норв.] (48) — норвежский актёр[312].
- Кубрик, Алексей Анатольевич (64) — русский поэт, филолог, эссеист[313].
- Мураяма, Ёситака (54) — японский геймдизайнер, сценарист, режиссёр и продюсер[314].
- Назки, Фарук[англ.] (83) — индийский поэт и радиоведущий[315].
- Одзава, Сэйдзи (88) — японский дирижёр[316].
- Пиньера, Себастьян (74) — чилийский государственный деятель, президент (2010—2014, 2018—2022); авиакатастрофа[317].
- Поручиков, Иван Яковлевич (95) — советский государственный деятель, председатель Брянского облисполкома (1980—1989)[318].
- Сайда, Рубаб[англ.] (73) — индийский политик, депутат Лок сабхи (2004—2009)[319].
- Сальмерон, Хавьер[исп.] (57) — испанский спортсмен, двукратный серебряный призёр Паралимпийских игр (1992)[320].
- Симонец, Александр Павлович (61) — российский актёр[321].
- Соболев, Геннадий Александрович (88) — советский и российский геофизик, член-корреспондент РАН (1994)[322].
- Тин, Анатолий Николаевич (74) — советский и российский музыкант, заслуженный артист РСФСР (1990)[323].
- Угуро, Джимми — политик Папуа — Новой Гвинеи, депутат Национального парламента (с 2017), министр образования (с 2020)[324].
- Флатер, Шрила (89) — британская учительница и политик, член Палаты лордов (с 1990)[325].
- Халид Али[малайск.] (66) — малайзийский футболист, игрок национальной сборной[326].
- Эпстайн, Майкл Энтони (102) — английский вирусолог, сооткрыватель вируса Эпштейна — Барр[327].
- Янг, Роберт Милтон (99) — американский кинорежиссёр[328].

## 5 февраля
- Бек, Топпен (84) — норвежская журналистка и телеведущая[329].
- Ван Агт, Дрис (93) — нидерландский государственный деятель, премьер-министр (1977—1982)[330].
- Джейстон, Майкл (88) — британский актёр[331].
- Кит, Тоби (62) — американский певец[332].
- Кондратьев, Алексей Семёнович (77) — советский и российский фотожурналист[333].
- Кукес, Владимир Григорьевич (89) — советский и российский фармаколог, академик РАМН (1999—2013), академик РАН (2013)[334].
- Кулька, Петер (86) — немецкий архитектор[335].
- Малори, Жан (101) — французский путешественник и географ[336].
- Намкун Вон[кор.] (89) — южнокорейский актёр[337].
- Олкотт, Марта (74) — американский историк и политолог[338].
- Соколов, Вячеслав Константинович (82) — советский и российский партийный и государственный деятель, депутат Государственной думы II созыва (1996—2000)[339].
- Соланке, Джими[англ.] (81) — нигерийский актёр и поэт[340].
- Ханахара, Цутому (84) — японский борец греко-римского стиля, олимпийский чемпион (1964)[341].

## 4 февраля
- Алексеева, Галина Александровна (76) — советская прыгунья в воду, бронзовый призёр Олимпийских игр (1964)[342].
- Альвира, Рафаэль[исп.] (81) — испанский философ[343].
- Борромео, Агостино (80) — итальянский историк, генерал-губернатор Ордена Святого Гроба Господнего Иерусалимского (2009—2016)[344].
- Гейнгоб, Хаге (82) — намибийский политический и государственный деятель, премьер-министр (1990—2002, 2012—2015) и президент (с 2015)[345].
- Ибрагим, Букар[англ.] (73) — нигерийский политик, сенатор (2007—2019), губернатор штата Йобе (1992—1993, 1999—2007)[346].
- Кюретон, Эрл[англ.] (66) — американский профессиональный баскетболист, двукратный чемпион НБА (1983, 1994)[347].
- Лози, Джакомо (88) — итальянский футболист и футбольный тренер, игрок национальной сборной[348].
- Н. К. Десам[англ.] (87) — индийский поэт и литературный критик[349].
- Паолуччи, Антонио (84) — итальянский историк искусства и политик, министр культурного и природного наследия (1995—1996)[350].
- Патрисиу, Руй Мануэл (91) — португальский юрист и политик, министр иностранных дел (1970—1974)[351].
- Стрём, Гуннар[англ.] (93) — шведский конькобежец, участник зимних Олимпийских игр (1956)[352].
- Тянь Юньчжан[кит.] (78) — китайский каллиграф[353].
- Хамрин, Курт (89) — шведский футболист, игрок национальной сборной[354].
- Хосни, Хазем (73) — египетский политолог[355].

## 3 февраля
- Ас-Саадави, Абдулла[араб.] (76) — бахрейнский актёр, сценарист и режиссёр[356].
- Барретт, Астон[англ.] (77) — ямайский музыкант[357].
- Видотто, Витторио[итал.] (82) — итальянский историк[358].
- Демарс, Брюс[англ.] (88) — американский адмирал[359].
- Маринью, Марсия[порт.] (60) — бразильский политик, член Палаты депутатов (1995—2001)[360].
- Милованович, Раде (69) — югославский, боснийский и американский шахматист, международный мастер[361].
- Остафийчук, Богдан Константинович (75) — советский и украинский физик, член-корреспондент НАНУ (2006)[362].
- Плоц, Павел (80) — чехословацкий биатлонист, участник Олимпийских игр (1968, 1972)[363].
- Потелещенко, Алексей Александрович (47) — российский государственный деятель, министр чрезвычайных ситуаций ЛНР (с 2023); убит[364].
- Рикеттс, Патрисио[исп.] (99) — перуанский журналист и политик, министр труда и социального развития (1983), министр образования (1983—1984)[365].
- Рохо, Елена (79) — мексиканская актриса театра и кино и фотомодель[366].
- Виктор Эммануил Савойский (86) — глава Савойского дома (с 1983), сын Умберто II[367].
- Фабишевский, Ежи (87) — польский ботаник, лихенолог, эколог, академик ПАН (2007)[368].
- Уоттерс, Рэй[англ.] (95) — новозеландский географ[369].
- Хуан Цзуяо[англ.] (95) — сингапурский банкир, президент United Overseas Bank[370].
- Цицюрский, Николай Николаевич (68) — советский и украинский военачальник, первый заместитель начальника Генерального штаба ВСУ (2005—2009), генерал-полковник[371].

## 2 февраля
- Алатлы, Алев (79) — турецкая экономистка, философ, колумнист, психолингвист и писательница[372].
- Альфьери, Лучано (87) — итальянский футболист[373].
- Атаев, Валерий Юлдашевич (75) — советский и узбекский политический и государственный деятель, министр энергетики (1994—1998), вице-премьер (2000—2001)[374].
- Бабелон, Жан-Пьер (91) — французский историк, президент Академии надписей и изящной словесности (2001)[375].
- Бакал, Абдул Хамид[англ.] (84) — брунейский политик, член Парламента (2011—2015, 2017—2022)[376].
- Барыбин, Михаил Александрович (88) — советский и российский военный и политический деятель, народный депутат РСФСР (1990—1993), генерал-лейтенант[377].
- Белоконь, Александр Геннадьевич[укр.] (32) — украинский стронгмен, чемпион мира и Европы по пауэрлифтингу, участник российско-украинской войны, погиб в бою[378].
- Брагинский, Владимир Иосифович (79) — российский и британский востоковед, филолог, специалист по классической малайской литературе[379].
- Бхуян, Мохаммед Шамсул Хок[англ.] (75) — бангладешский политик, депутат Национальной ассамблеи (2014—2018)[380].
- Вайсбекер, Барух[англ.] (83) — израильский ультраортодоксальный раввин[381].
- Ирвин, Джонни[англ.] (50) — английский телеведущий[382].
- Казанцева, Тамара Тимофеевна (89) — советский и российский геолог[383].
- Капущиньский, Януш (74) — польский геофизик и агрометеоролог[384].
- Крамер, Уэйн[англ.] (75) — американский гитарист и певец и автор песен, сооснователь MC5[385].
- Лавендер, Йен (77) — английский актёр[386].
- Маккеллар, Хонор[англ.] (103) — новозеландская оперная певица (меццо-сопрано) и преподаватель[387].
- Мехер, Садху (84) — индийский актёр и кинорежиссёр[388].
- Мюррей, Дон (94) — американский актёр[389].
- Негт, Оскар (89) — немецкий философ и социолог[390].
- Оларте Каллен, Лоренцо (91) — испанский политический деятель, президент Канарских островов (1988—1991)[391].
- Пилёт, Мариан (87) — польский писатель, лауреат премии «Нике» (2011)[392].
- Прист, Кристофер (80) — британский писатель[393].
- Риверс, Грегори Чарльз[англ.] (58) — австралийско-гонконгский актёр; самоубийство[394].
- Рисси, Клаудио[исп.] (67) — аргентинский актёр[395].
- Ровински, Джим[англ.] (63) — американский баскетболист[396].
- Розенбладт, Род (82) — американский лютеранский богослов[397].
- Роман (Радуан) (63) — иерарх РПЦЗ Агафангела (Пашковского), епископ Хайфский (с 2014)[398].
- Саркисов, Лев[англ.] (85) — армянский альпинист[399].
- Унтонджи, Полен (81) — бенинский философ[400].
- Уолкер, Джон[англ.] (75) — американский компьютерный программист, сооснователь Autodesk[401].
- Фернандес, Вильгельминия (75) — американская оперная певица (сопрано)[402].
- Фотиу, Христос[англ.] (85) — греческий юрист и политик, депутат Парламента (1981—1989)[403].
- Хара, Франсиско (82) — мексиканский футболист, игрок национальной сборной[404].
- Ху Хэшэн (95) — китайский математик, академик Китайской академии наук (1991)[405].

## 1 февраля
- Асахи[яп.] (21) — японская рестлерша; ДТП[406].
- Башенев, Валерий Алексеевич (81) — советский и российский баянист, музыкальный педагог[407] (о смерти объявлено в этот день).
- Биль, Вальтер[англ.] (90) — швейцарский политик, депутат Национального совета (1967—1991)[408].
- Бьярнасон, Аусмундур[англ.] (96) — исландский спринтер, участник летних Олимпийских игр (1948, 1952)[409].
- Вандорос, Никос[греч.] (99) — греческий актёр[410].
- Густафсон, Марк[англ.] (64) — американский аниматор и кинорежиссёр, лауреат Премии «Оскар» за лучший анимационный полнометражный фильм (2023) за фильм «Пиноккио Гильермо дель Торо»[411].
- Жази, Мишель (87) — французский бегун на средние дистанции, серебряный призёр Олимпийских игр (1960), двукратный чемпион Европы[412].
- Мантон, Гарт[англ.] (94) — австралийский гребец, бронзовый призёр Олимпийских игр (1956[413].
- Милле, Жильбер[фр.] (93) — французский политик, депутат Национального собрания (1967—1968, 1973—1981, 1988—1993)[414].
- Одчимар, Нерео[нем.] (83) — филиппинский прелат Римско-Католической церкви, епископ Тандаги (2001—2018)[415].
- Папе, Буркхард (91) — немецкий футбольный тренер[416].
- Рашид, Харунур[англ.] (87) — бангладешский кинорежиссёр, лауреат национальной кинопремии (1976)[417].
- Семпе, Карлота[исп.] (81) — аргентинский археолог[418].
- Стателакос, Константинос[англ.] (36) — кипрский метатель молота, участник Олимпийских игр (2012); ДТП[419].
- Текуев, Махмуд Масхудович (88) — советский и российский певец, народный артист Кабардино-Балкарской АССР (1986)[420].
- Тюркдоган, Орхан[англ.] (95) — турецкий социолог[421].
- Уэзерс, Карл (76) — американский актёр[422].
- Чавес Пакана, Онесто[нем.] (91) — филиппинский прелат Римско-Католической церкви, епископ Малайбалаи (1994—2010)[423].
- Шилов, Иван Николаевич — советский и российский концертмейстер, заслуженный артист Российской Федерации (2008)[424].
- Шоль, Жанно (75) — люксембургский футболист, игрок национальной сборной[425].
- Эрол, Феридун (85) — польский режиссёр и сценарист[426].